# 平国香
平 国香（たいら の くにか、旧字体：平󠄁 國香）は、平安時代中期の武将。常陸平氏（越後平氏）や伊勢平氏の祖。別名（初名か）、平 良望（よしもち）。平高望の長男。弟の良将は平将門の父。

## 略歴
貞観14年（872年）の春に生まれたとする史料がある。
寛平元年5月13日（889年6月14日）、宇多天皇の勅命により平姓を賜与され臣籍降下し、上総介に任じられ父の高望と共に昌泰元年（898年）に坂東に下向、常陸国筑波山西麓の真壁郡東石田（現・茨城県筑西市）を本拠地とした。源護の娘を妻とし、前任の常陸大掾である護よりその地位を受け継ぎ坂東平氏の勢力を拡大、その後各地に広がる高望王流桓武平氏の基盤を固めた。
舅である護の子扶に要撃された甥の平将門が、承平5年（935年）2月4日に反撃に出た際、居館の石田館を焼かれて死亡した。京都で左馬允在任中にこの報せを聞いた子の貞盛は休暇を申請して急遽帰国、一時は旧怨を水に流し将門との和平路線を取ろうとするも、叔父の良兼に批判・説得されて将門に敵対する事となり、承平天慶の乱の発端となった。
後世の系図には、国香が鎮守府将軍に任命されたとする記述があるが、これは、子飼渡の戦いにおいて平良兼が「故陸奥将軍良茂」の霊像を掲げたのを、「陸奥将軍良茂＝平良将」ではなく良望＝国香であると誤解したことに起因する謬説である。
国香は、貞盛やその子孫が後世活躍したことによって結果的に嫡流と見做されるようになったのであって、元から嫡子であったというわけではなかった。逆に元々族長であったのは平良兼であり、良兼は源護一族を含んだ「姻婭の長」として、平高望の基盤（上総国）を受け継ぎ、常総を貫く内海を媒介とし、上総から下総、下野にまで勢力を広げ、関東の桓武平氏の族長として卓越していた。

## 系譜
- 父：平高望
- 母：藤原良方の娘
- 妻：源護の娘
- 妻：藤原村雄の娘[2]
  - 男子：平貞盛（? - 989[2]）
- 妻：家女房[3]
  - 男子：平繁盛
- 生母不明の子女
  - 男子：平兼任

## 墓所
茨城県筑西市東石田地内に平国香の墓と伝わる石塔がある。

## 画像集

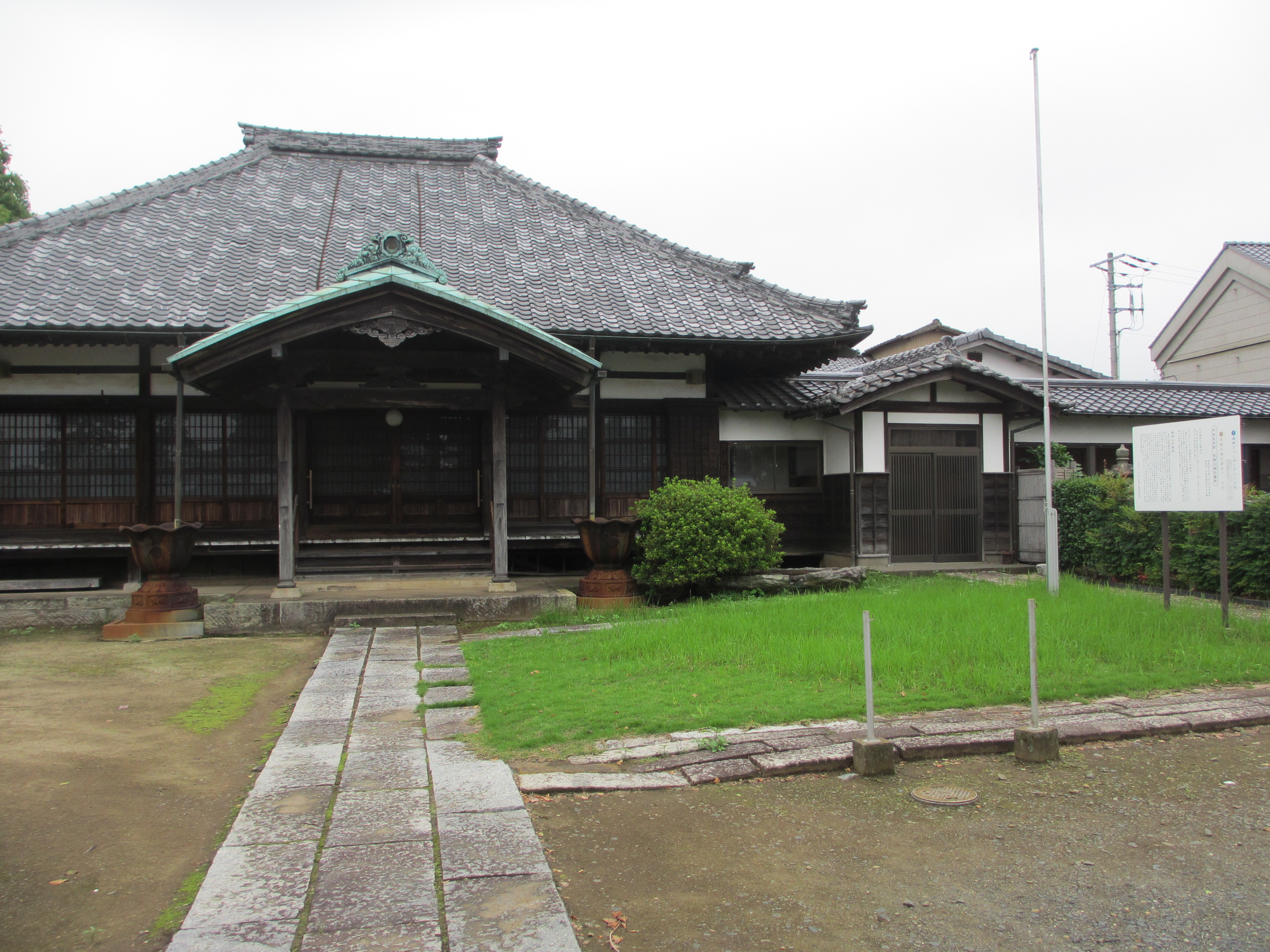
平福寺本堂（向って右説明板、左常陸大掾氏墓所、平国香開基）
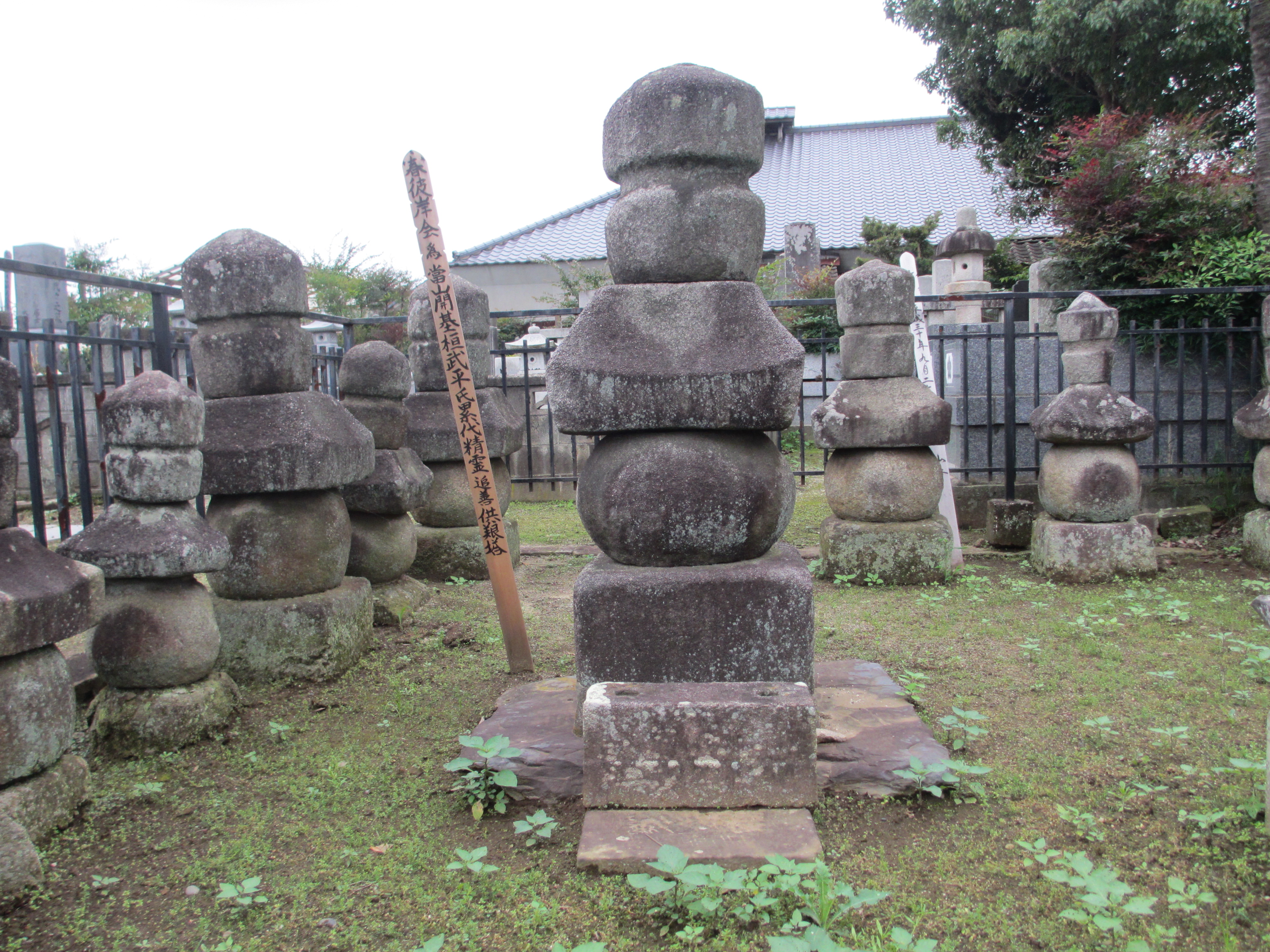
大掾氏墓所、平国香五輪塔？（五輪塔林立、最大が平国香？）
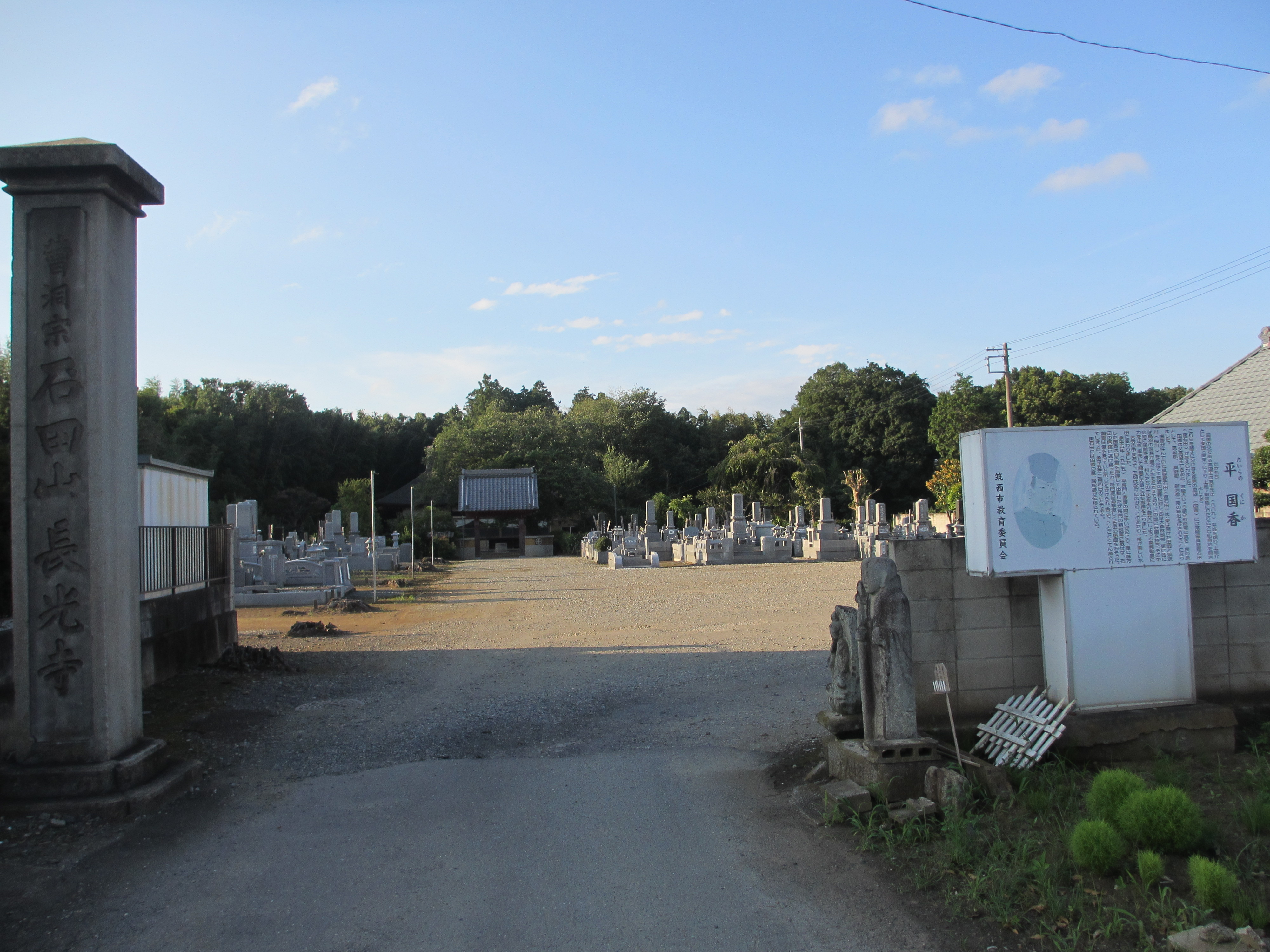
長光寺＋平国香説明板（最寄常総線大宝駅。東石田交差点、筑波山麓）
（伝）平国香墓石碑（民家の畑中木の根元、所有者の方の案内なければ難しく副葬品も了解得れば公開可）